# Діс-Лейк 9
Діс-Лейк 9 (англ. Dease Lake 9) — індіанська резервація в Канаді, у провінції Британська Колумбія, у межах регіонального округу Кітімат-Стекін.

## Населення
За даними перепису 2016 року, індіанська резервація нараховувала 54 особи, показавши скорочення на 6,9%, порівняно з 2011-м роком. Середня густина населення становила 51,3 осіб/км².
З офіційних мов обидвома одночасно не володів жоден з жителів, тільки англійською — 55. Усього 5 осіб вважали рідною мовою не одну з офіційних.
Працездатне населення становило 71,4% усього населення, рівень безробіття — 80%.

## Клімат
Середня річна температура становить -0,6°C, середня максимальна – 17,6°C, а середня мінімальна – -23,5°C. Середня річна кількість опадів – 431 мм.
| Клімат поселення                              | Клімат поселення | Клімат поселення | Клімат поселення | Клімат поселення | Клімат поселення | Клімат поселення | Клімат поселення | Клімат поселення | Клімат поселення | Клімат поселення | Клімат поселення | Клімат поселення | Клімат поселення |
| Показник                                      | Січ.             | Лют.             | Бер.             | Квіт.            | Трав.            | Черв.            | Лип.             | Серп.            | Вер.             | Жовт.            | Лист.            | Груд.            |                  |
| Середній максимум, °C                         | −9,8             | −5,79            | 0,47             | 7,55             | 13,14            | 17,60            | 16,93            | 16,16            | 11,46            | 5,88             | −3,39            | −10,99           |                  |
| Середня температура, °C                       | −16,68           | −12,65           | −6,39            | 0,68             | 6,27             | 10,74            | 12,78            | 11,99            | 7,31             | 1,73             | −7,54            | −15,16           |                  |
| Середній мінімум, °C                          | −23,54           | −19,51           | −13,26           | −6,18            | −0,6             | 3,87             | 8,62             | 7,84             | 3,16             | −2,41            | −11,69           | −19,3            |                  |
| Норма опадів, мм                              | 33               | 23               | 20               | 15               | 30               | 44               | 59               | 52               | 52               | 39               | 32               | 32               |                  |
| Середньомісячна швидкість вітру, м/с          | 1.30             | 1.50             | 1.94             | 2.10             | 2.20             | 2.10             | 1.90             | 1.74             | 1.67             | 1.71             | 1.35             | 1.20             |                  |
| Середньомісячна сонячна радіація, кДж/м²·день | 1542             | 3961             | 8675             | 14355            | 18090            | 19380            | 17409            | 14213            | 8827             | 4365             | 1959             | 962              |                  |
| --------------------------------------------- | ---------------- | ---------------- | ---------------- | ---------------- | ---------------- | ---------------- | ---------------- | ---------------- | ---------------- | ---------------- | ---------------- | ---------------- | ---------------- |
| Джерело:                                      |                  |                  |                  |                  |                  |                  |                  |                  |                  |                  |                  |                  |                  |